# George-Ioan Beșe
George-Ioan Beșe (n. 5 mai 1922, Comuna Ileanda, Sălaj - d. 24 iunie 1993, Brașov) a fost un deputat român în legislatura 1990-1992, ales în județul Brașov pe listele partidului PNL. George-Ioan Beșe a fost membru în comisia juridică, de disciplină și imunități precum și în comisia pentru drepturile omului, culte și problemele minorităților naționale. 
George-Ioan Beșe a fost căsătorit și a avut un copil. 

## Studii
- 1941 Liceul român unit de băieți Sf. Vasile din Blaj;
- 1945 licențiat al Facultății de Drept din Cluj;
- 1947 doctor al Facultății de Drept din Cluj.

## Activitate profesională
- 1953-1955 șef serviciu organizarea muncii și planificare la Întreprinderea „I.Finaghi”;
- 1955-1958 jurisconsult la Fabrica de Celuloză și Hârtie Zărnești;
- 1958-1968 jurisconsult la Uzinele Chimice Râșnov;
- 1968-1989 avocat în cadrul Colegiului de avocați Brașov.

## Activitate politică
- 1941 devine membru și președinte al Organizației tineretului liberal din Cluj;
- 1946 participă la organizarea alegerilor pe plan local (plasa Ileanda);
- 1946 -1951 este urmărit pentru activitatea sa politică;
- 1948 este condamnat în lipsă la 6 luni de închisoare corecțională de Tribunalul Militar Cluj pentru delictul de instigare publică și răspândire de știri false;
- 1951-1952 este arestat și închis în diverse locuri de detenție, printre care și Canalul Dunăre-Marea Neagră;
- ianuarie 1990 înființează filiala P.N.L. Brașov;
- 1990-1992 vicepreședinte al P.N.L.;
- 1990-1992 deputat P.N.L., calitate în care se implică în mod special în elaborarea legislației privind reforma agrară;
- 1990-1991 membru al Adunării constituante;
- în aceeași perioadă, în calitate de președinte al organizației P.N.L. Brașov, stabilește puternice legături de colaborare cu Partidul liberal din Regatul Belgiei;
- 1991 participă la înființarea P.N.L. în Republica Moldova.